# Sonerila gardneri
Sonerila gardneri är en tvåhjärtbladig växtart som beskrevs av George Henry Kendrick Thwaites. Sonerila gardneri ingår i släktet Sonerila och familjen Melastomataceae. Inga underarter finns listade i Catalogue of Life.